# Tabanco

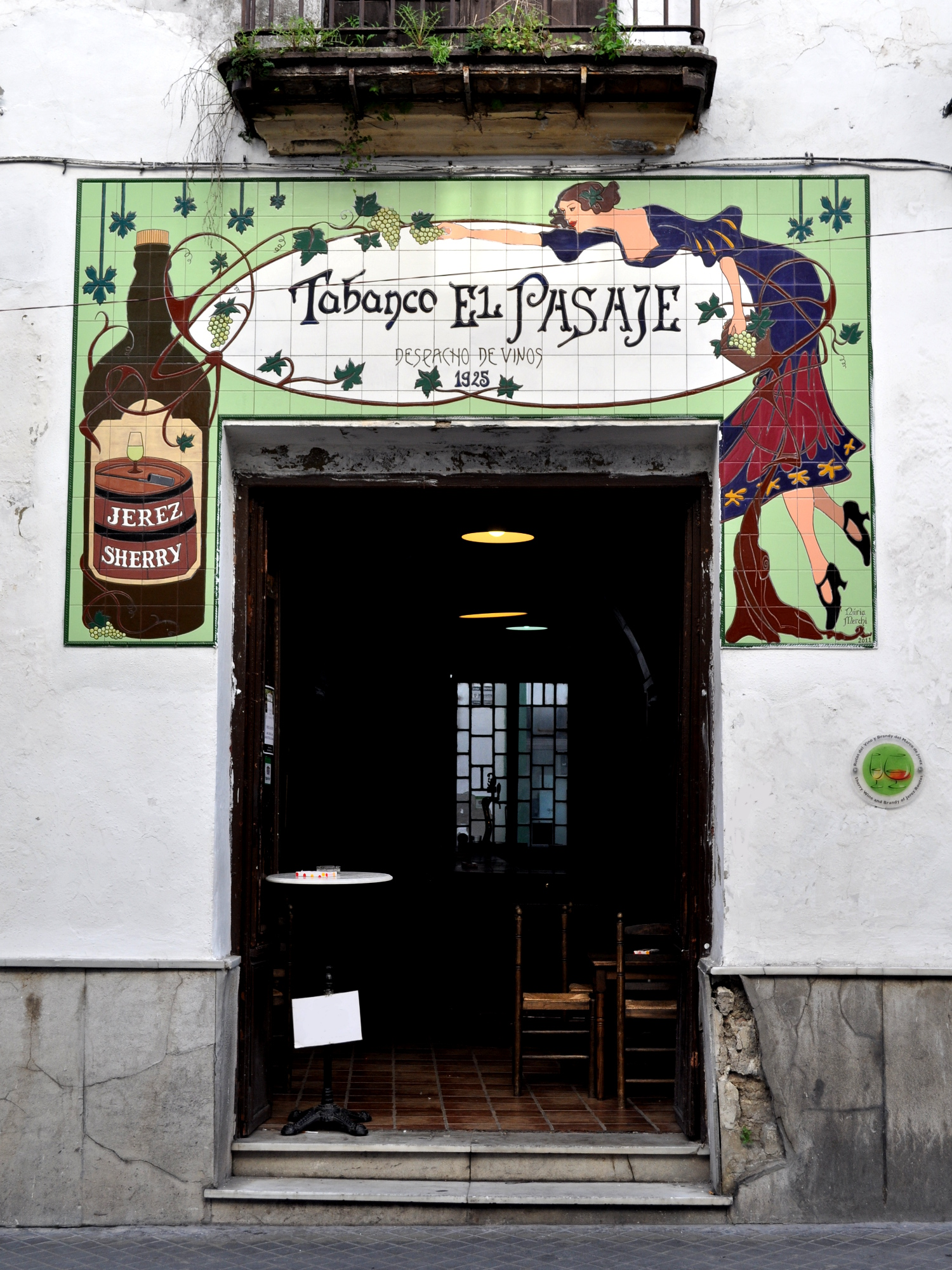
Tabanco tradicional en Jerez de la Frontera

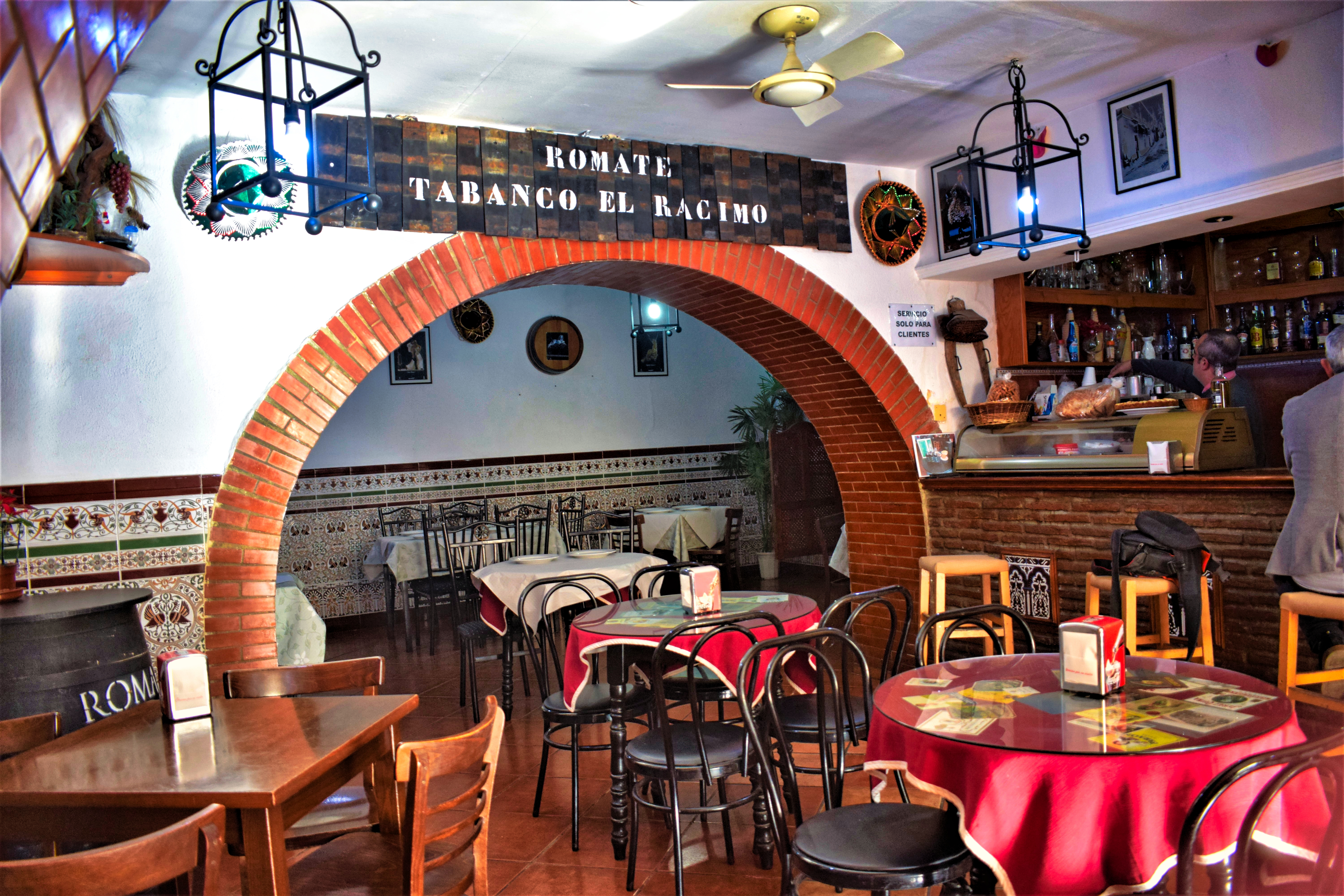
Interior del Tabanco El Racimo en Jerez de la Frontera

El Tabanco era un establecimiento surgido en Jerez de la Frontera, (Andalucía) que mezclaba el concepto social de la taberna y la vocación comercial de "despacho de vinos", principalmente Jerez y sus destilados. En dichos establecimientos se vendía vino a granel además de poder degustar el vino y otros alimentos en el mismo local. 
El historiador jerezano Francisco J Becerra los describe como :"Los Tabancos son un patrimonio, una fuente viva que canaliza la cultura jerezana alrededor de los vinos de Jerez, formando parte, sin duda alguna, a la introducción hacia nuestros generosos". 

## Los inicios

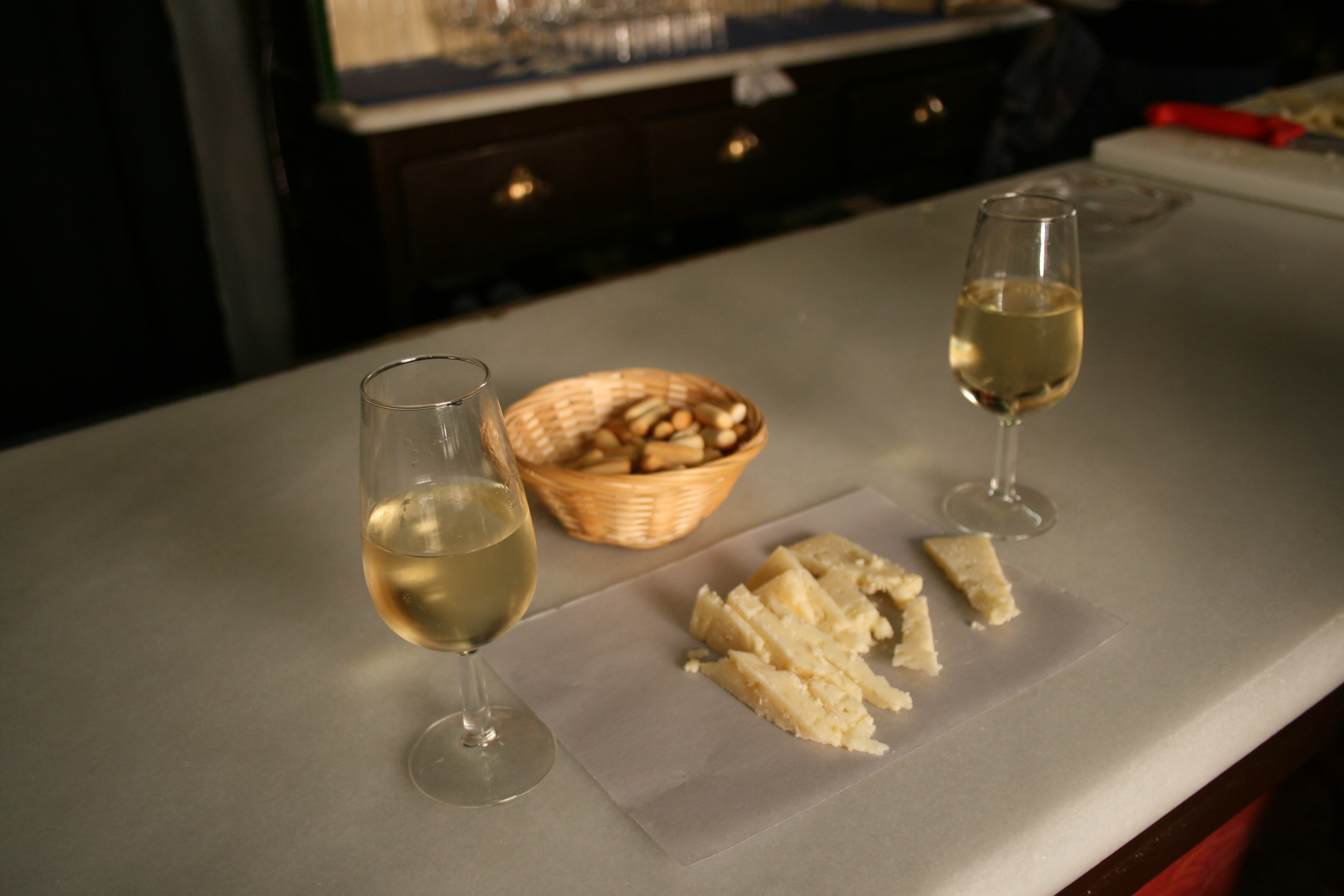
Un lugar donde tomar un jerez.

El nombre de "tabanco" surge en el siglo XVII y viene de la fusión de dos palabras: "estancos" (venta controlada por el Estado) y "tabaco" (producto nuevo llegado ese siglo). Otras teorías sugieren que la denominación de tabanco nace a principios del siglo XX, que es cuando figura en documentos, reemplazando la palabra taberna. Aunque Cervantes describe en un poema de su libro "Viaje del Parnaso", al mencionar a la Gitanilla:

Nunca se inclina, o sirve a la canalla
trobadora , maligna y trafalmeja ,

Que en lo que mas ignora , menos calla.

Hay otra falsa , ansiosa , torpe y vieja ,

Amiga de sonaja y morteruelo,
Que ni tabanco , ni taberna deja

Se trataba de lugares de reunión que pertenecían al circuito de lugares donde se servía vino, se cantaba flamenco. y promocionaba a los cantaores. La imagen de un tabanco se compone de un mostrador generalmente de madera, atendida por uno o varias personas mostrando viejos toneles de roble en el que se conserva la bebida.

## Actualidad
Aunque en 2001 se dio la voz de alarma por su posible desaparición, actualmente han proliferado nuevos tabancos, combinando antigua tradición con modernidad, llegando a crear una ruta específica.
De hecho, son lugares de encuentro digital habitual que han recibido diversos reconocimientos, como el de la Asociación Española de Ciudades del Vino (Acevin) en los IV Premios de Enoturismo ‘Rutas del Vino de España’.